# NGC 1018
NGC 1018 (również PGC 9986) – galaktyka spiralna z poprzeczką (SB0-a), znajdująca się w gwiazdozbiorze Wieloryba. Odkrył ją Frank Muller w 1886 roku.